# Rhinosimus depressifrons
Rhinosimus depressifrons es una especie de coleóptero de la familia Salpingidae.

## Distribución geográfica
Habita en Rusia.